# West Jersey
West Jersey (Västjersey), vid sidan om East Jersey (Östjersey), var en separat styrd provins som fanns till i 28 år, mellan 1674 och 1702. Dess huvudstad var Burlington. Fastställandet av en exakt gräns mellan East Jersey och West Jersey var ofta en källa till konflikter.

## Historia
Delawaredalen hade varit befolkad av Lenape- (eller Delaware-)indianer innan utforskning och kolonisation började omkring 1609 av holländare, svenskar och engelsmän. Det Nederländska Västindiska Kompaniet hade etablerat en eller två bosättningar vid Delawarefloden, men mot slutet av 1620-talet hade de flesta invånarna flyttats till Manhattan, som blev centrum för Nya Nederländerna.
Kolonin Nya Sverige grundlades vid Delawarefloden på 1630-talet. Den största delen av den svenska befolkningen fanns på västra sidan av floden, men sedan Nya Nederländernas Fort Nassau hade tagits ibruk igen för att utmana svenskarna, grundades Fort Nya Elfsborg i det som numera är Salem County. Fort Nya Elfsborg låg mellan dagens Salem och Alloway Creek nära Bridgeport. Kolonin Nya Sverige grundlade två huvudsakliga bosättningar i New Jersey:  Sveaborg, nu Swedesboro och Nya Stockholm, nu Bridgeport. Trinity Church i Swedesboro var Svenska kyrkans plats i området.
Holländarna besegrade Nya Sverige 1655. Kolonisation av området som nu är västra New Jersey tog inte fart förrän det erövrats av England 1664. Med början på det sena 1670-talet började kväkare slå sig ned i stort antal, först i våra dagars Salem County och sedan i Burlington, som kom att bli huvudstad i West Jersey.

## Andra källor till den engelska texten
- Weslager, C. A. Dutch Explorers, Traders, and Settlers in the Delaware Valley, 1609-1644. (Philadelphia, University of Pennsylvania Press, 1961).
- Johnson, Amandus The Swedish Settlements on the Delaware Volume I: Their History and Relation to the Indians, Dutch and English, 1638-1664 (Philadelphia: Swedish Colonial Society. 1911)